# Jean Goldschmit
Jean Goldschmit   (Weimerskirch, 20 de febrer de 1924 - Ciutat de Luxemburg, 14 de febrer de 1994) va ser un ciclista luxemburguès que fou professional entre 1946 i 1953. En el seu palmarès destaquen, entre d'altres, dos campionats nacionals en ruta i dos de ciclocròs, dues edicions de la Volta a Luxemburg. Va prendre part en sis edicions del Tour de França, on guanyà dues etapes, el 1949 i 1950. En aquesta darrera edició també vestí el mallot groc durant tres etapes.

## Palmarès
- 1945
  - 1r de la Volta a Luxemburg i vencedor d'una etapa
- 1946
  -  Campió de Luxemburg de ciclocròs
  - Vencedor d'una etapa de la Volta a Luxemburg
  - 1r del Gran Premi de la Foire
- 1947
  -  Campió de Luxemburg en ruta
  -  Campió de Luxemburg de ciclocròs
  - Vencedor d'una etapa de la Volta a Luxemburg
- 1948
  - 1r de la Volta a Luxemburg i vencedor d'una etapa
  - 1r del Premi de Saint-Gall
  - Vencedor d'una etapa de la Volta a Suïssa
  - Vencedor d'una etapa del Tour de Romandia
- 1949
  - Vencedor d'una etapa al Tour de França
- 1950
  -  Campió de Luxemburg en ruta
  - 1r de la París-Metz
  - Vencedor d'una etapa de la Volta a Suïssa
  - Vencedor d'una etapa al Tour de França
- 1951
  - Vencedor de 2 etapes de la Volta a Suïssa
  - Vencedor d'una etapa del Tour de l'Est
- 1952
  - Vencedor d'una etapa de la Volta a Suïssa
  - Vencedor d'una etapa de la Volta al Marroc
  - Vencedor de 2 etapes de la Volta a Luxemburg

### Resultats al Tour de França
- 1947. 20è de la classificació general
- 1949. 8è de la classificació general i vencedor d'una etapa
- 1950. 10è de la classificació general i vencedor d'una etapa. Porta el mallot groc durant 3 jornades
- 1951. Abandona (15a etapa)
- 1952. 16è de la classificació general
- 1953. Abandona (18a etapa)

### Resultats al Giro d'Itàlia
- 1949. 16è de la classificació general
- 1950. 40è de la classificació general